# Vyšehoří
Vyšehoří település Csehországban, Šumperki járásban. Vyšehoří Olšany, Zborov, Postřelmůvek és Chromeč településekkel határos. Lakosainak száma 278 fő (2024. január 1.).

## Népesség
A település lakosságának változását az alábbi diagram mutatja:
| Lakosok száma | 291  | 294  | 291  | 252  | 206  | 215  | 231  | 252  | 247  | 278  |
|               | 1869 | 1900 | 1921 | 1961 | 1980 | 2011 | 2016 | 2019 | 2021 | 2024 |